# Ty (rapper)
Benedict Chijioke (Londres, 17 de agosto de 1972 - Londres, 7 de maio de 2020), mais conhecido pelo seu nome artístico Ty, foi um rapper britânico. Lançou os álbuns Awkward (2001), Upwards (2004), "Closer" (2006), Special Kind of Fool (2010) e A Work of Heart (2018). Upwards foi nomeado para um Mercury Prize. Ty colaborou com músicos como Shortee Blitz, Drew Horley, Tony Allen, Roots Manuva e De La Soul.

## Morte
Em 7 de maio de 2020, Chijoke morreu no hospital, aos 47 anos, devido à pneumonia depois do tratamento intensivo contra a COVID-19. Havia anteriormente sido internado no começo de abril mas havia saído da unidade de terapia intensiva em 19 de abril.